# Teruo Nimura
Teruo Nimura (jap. 二村 昭雄 Nimura Teruo; ur. 2 maja 1943) – japoński piłkarz, reprezentant kraju.

## Kariera klubowa
Od 1966 do 1976 roku występował w klubie Toyo Industries.

## Kariera reprezentacyjna
W reprezentacji Japonii zadebiutował w 1970. W sumie w reprezentacji wystąpił w 5 spotkaniach.

## Statystyki
| Reprezentacja Japonii | Reprezentacja Japonii | Reprezentacja Japonii |
| Rok                   | Mecze                 | Gole                  |
| --------------------- | --------------------- | --------------------- |
| 1970                  | 5                     | 0                     |
| Razem                 | 5                     | 0                     |